# فالتر كيسادا
فالتر كيسادا (بالإسبانية: Wálter Quesada)‏ هو حكم كرة قدم ومدرب كرة قدم ولاعب كرة قدم كوستاريكي، ولد في 9 مايو 1970 في كارتاغو في كوستاريكا.

## وصلات خارجية
- فالتر كيسادا على موقع Soccerway.com (الإنجليزية)